# Instalação de quarentena móvel

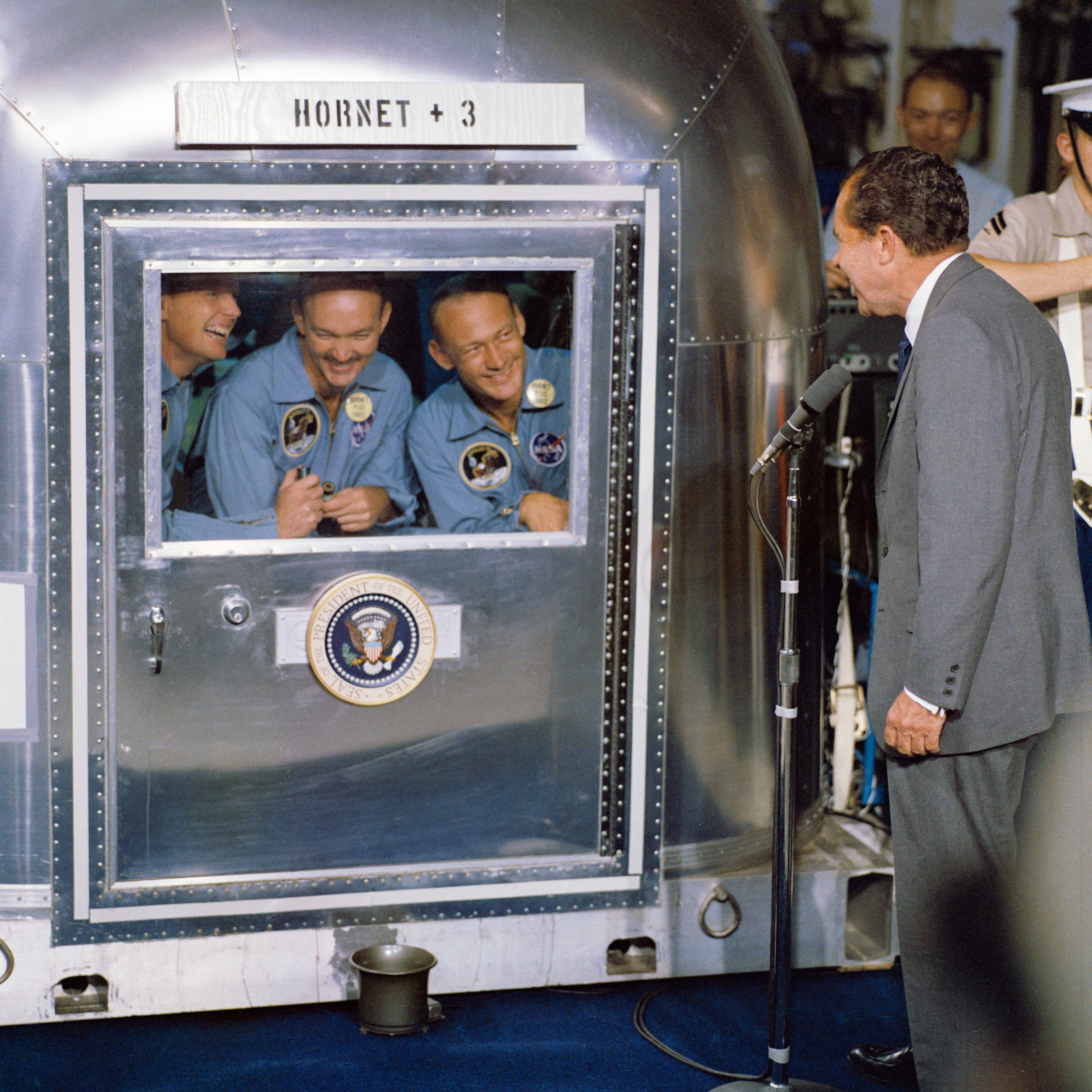
A tripulação da Apollo 11 em quarentena após retornar à Terra em julho de 1969, visitada pelo presidente Nixon.

A instalação de quarentena móvel (em inglês:  mobile quarantine facility) foi um trailer Airstream convertido usado pela NASA para colocar em quarentena os astronautas que retornavam das missões lunares Apollo nos primeiros dias após a amaragem . O MQF estava no porta-aviões que pegou a cápsula. Assim que o porta-aviões chegou ao porto, o MQF voou para Houston e a tripulação serviu o restante dos 21 dias de quarentena no Laboratório de Recepção Lunar no Manned Spacecraft Center. O objetivo da quarentena era impedir a propagação de quaisquer contágios da Lua, embora a existência de tais contágios fosse considerada improvável. Funcionava mantendo uma pressão mais baixa no interior e filtrando qualquer ar expelido.

## História
Em junho de 1967, a NASA concedeu o contrato para projetar e construir os quatro MQFs para a Melpar, Inc., de Falls Church, Virgínia. Lawrence K. Eliason era o gerente principal do projeto.
O MQF continha instalações para viver e dormir, bem como equipamentos de comunicação que os astronautas usavam para conversar com suas famílias. A tripulação da Apollo 11 também usou este equipamento para falar com o presidente Nixon, que os recebeu pessoalmente de volta à Terra em julho de 1969 a bordo do navio de recuperação USS Hornet após a amaragem.

Os trailers abrigavam os três tripulantes, bem como um médico, William Carpentier, e um engenheiro, John Hirasaki, que comandava o MQF e desligava o módulo de comando.

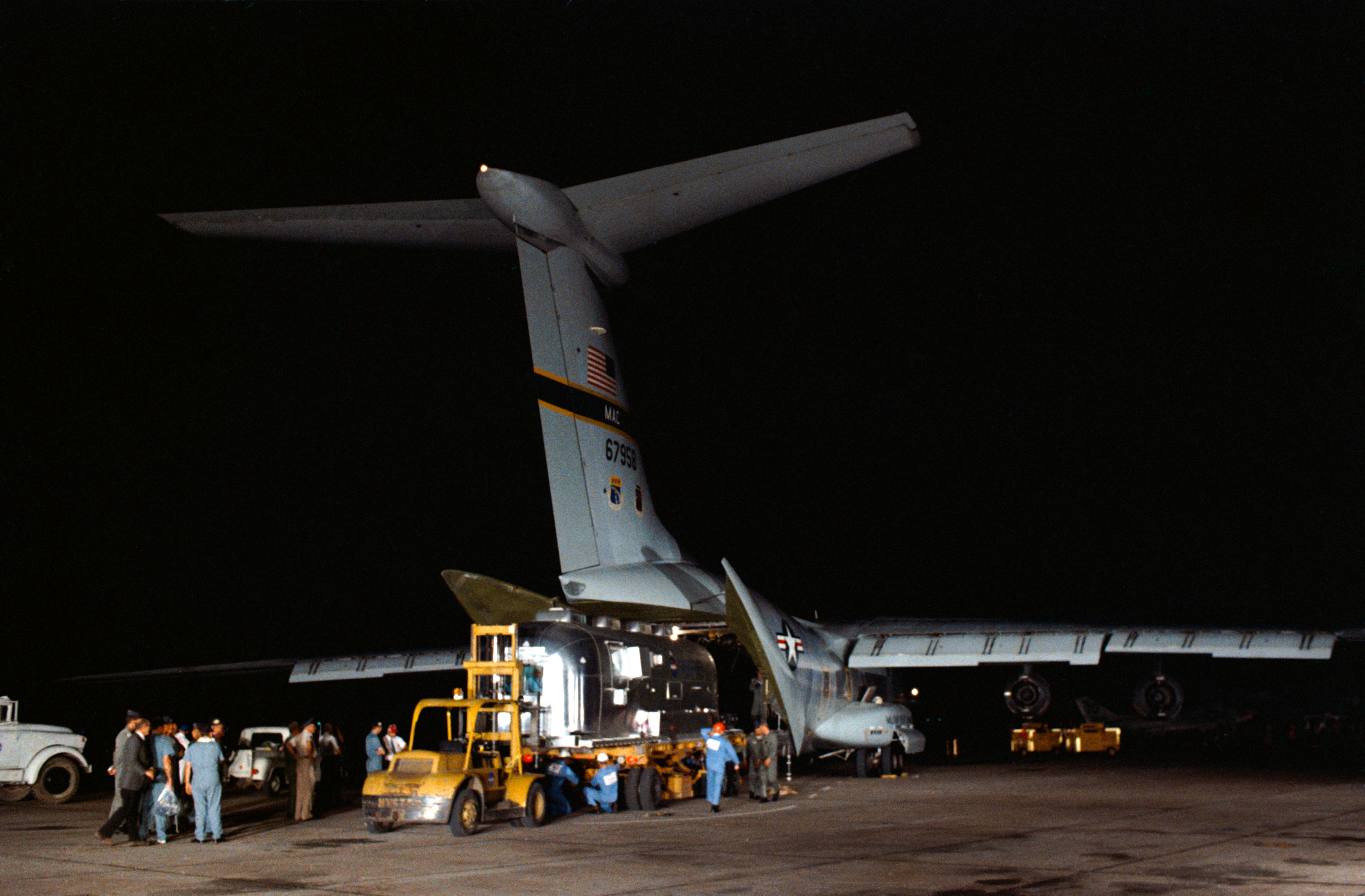
A instalação móvel de quarentena da Apollo 11, com a tripulação a bordo, é descarregada de uma aeronave C-141 .
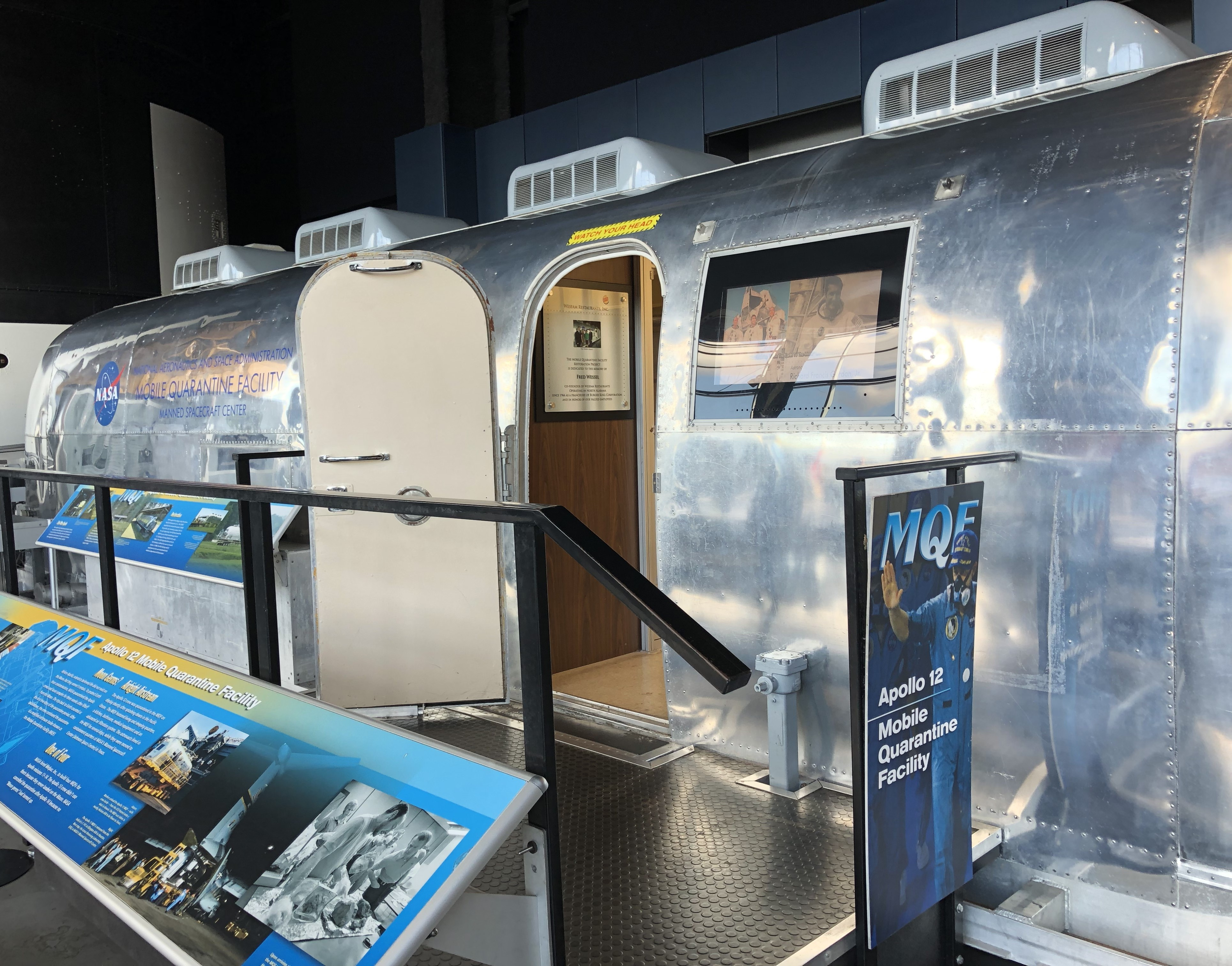
Instalação de quarentena móvel MQF002 Apollo em exibição no museu Huntsville Space.
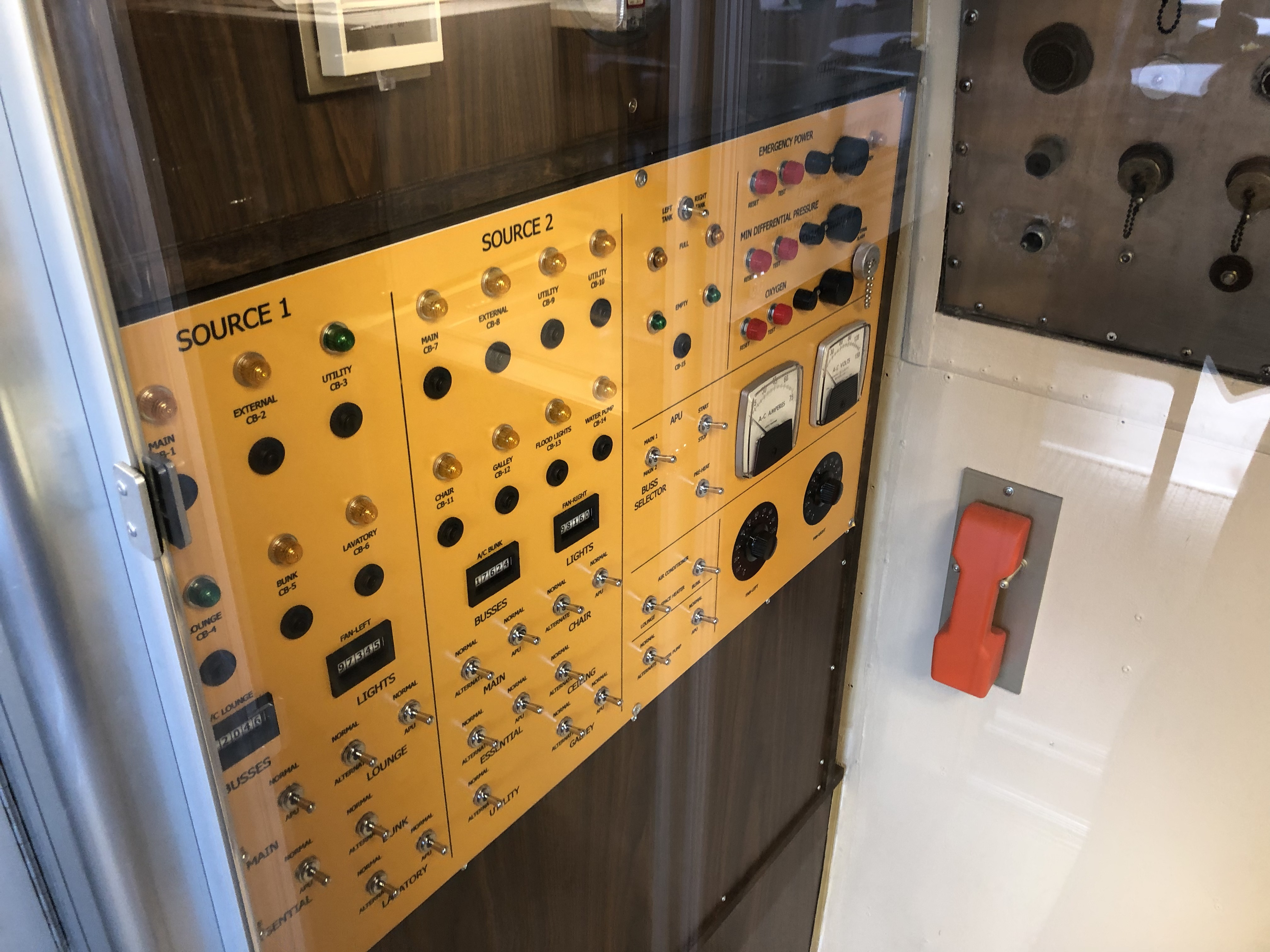
Instalação de quarentena móvel Apollo MQF002 Painel de eletricidade
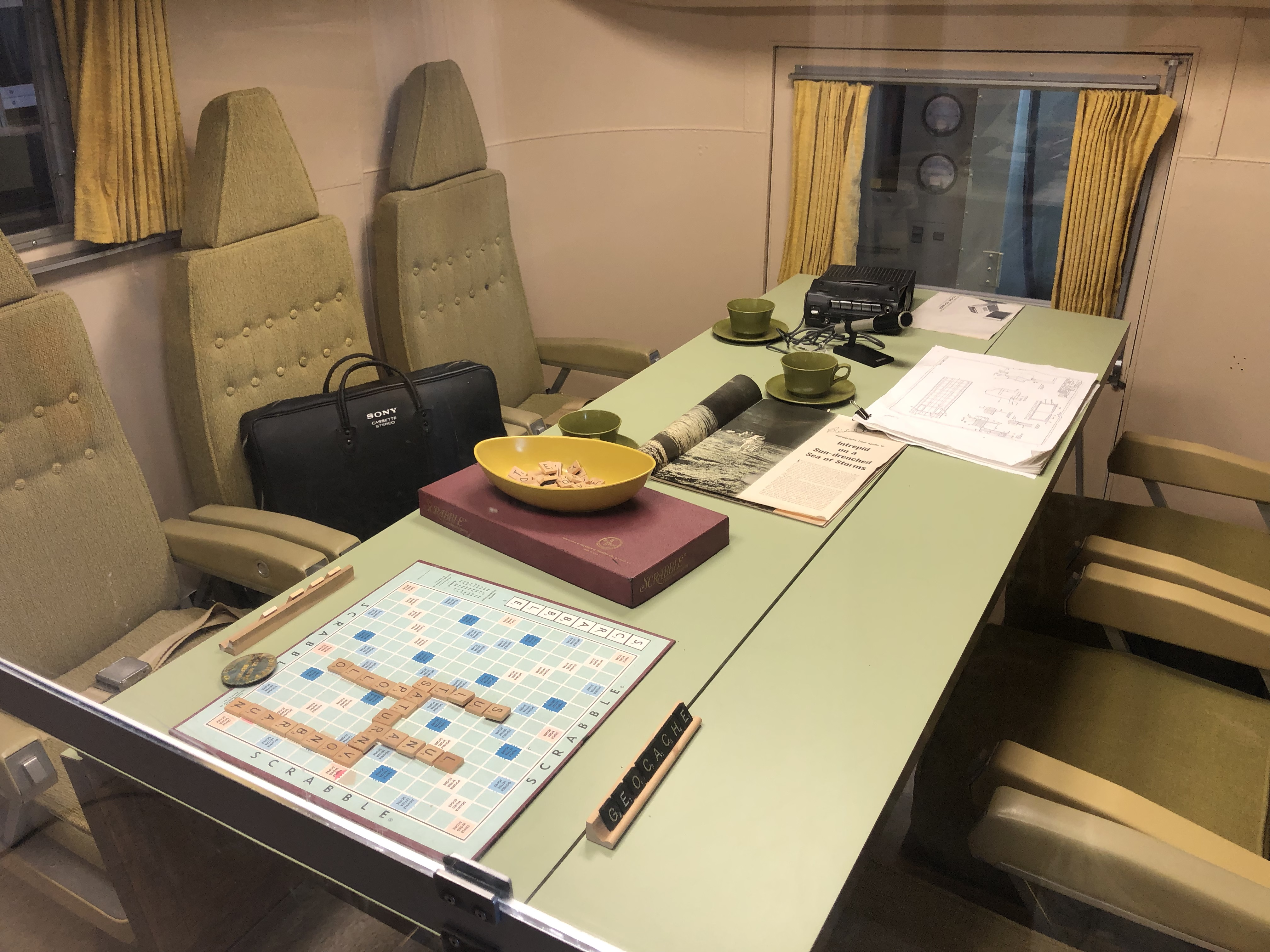
Instalação de quarentena móvel Apollo MQF002 com mesa dobrável interna
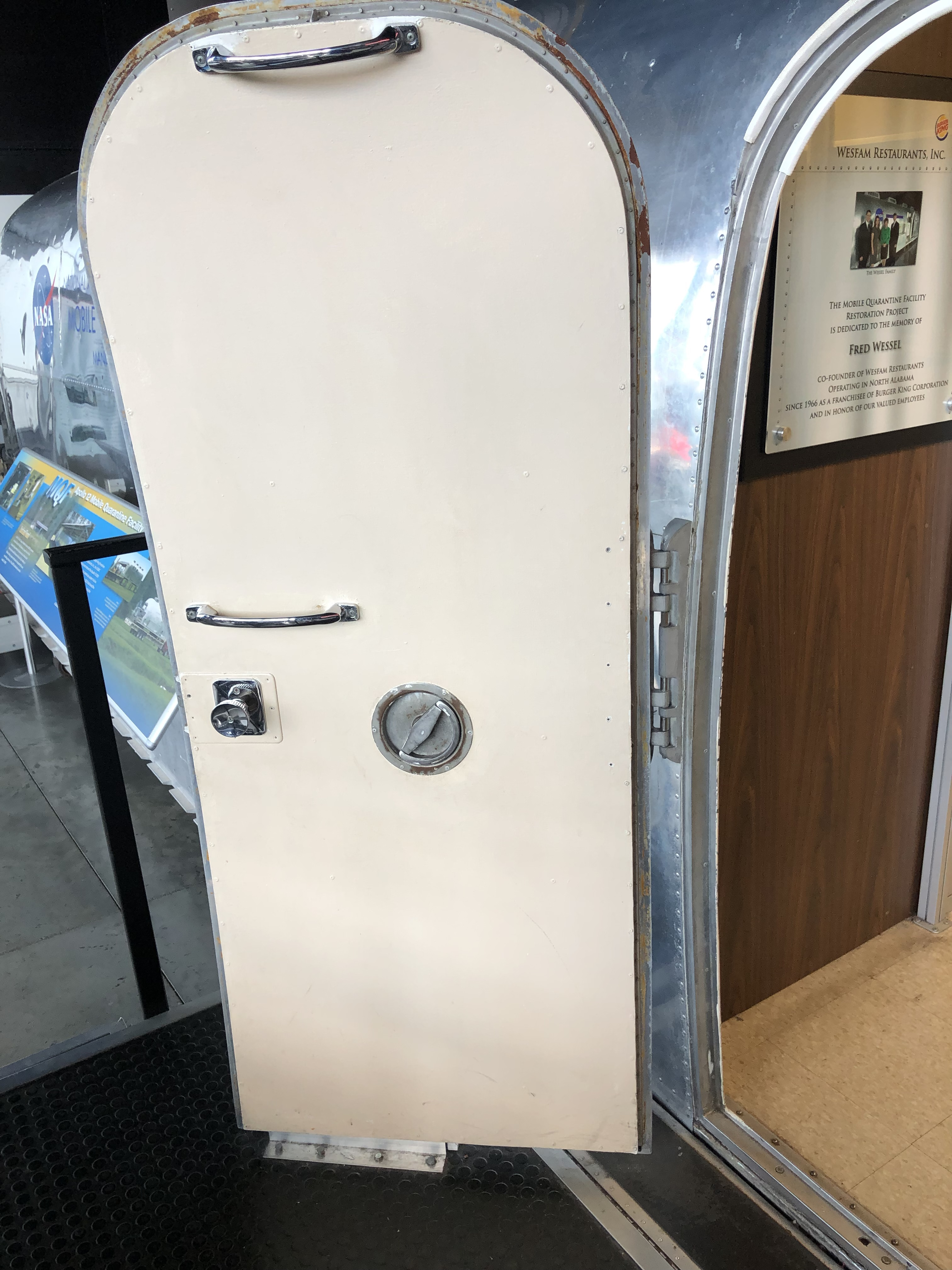
MQF002 Apollo móvel vedação da porta da instalação de quarentena
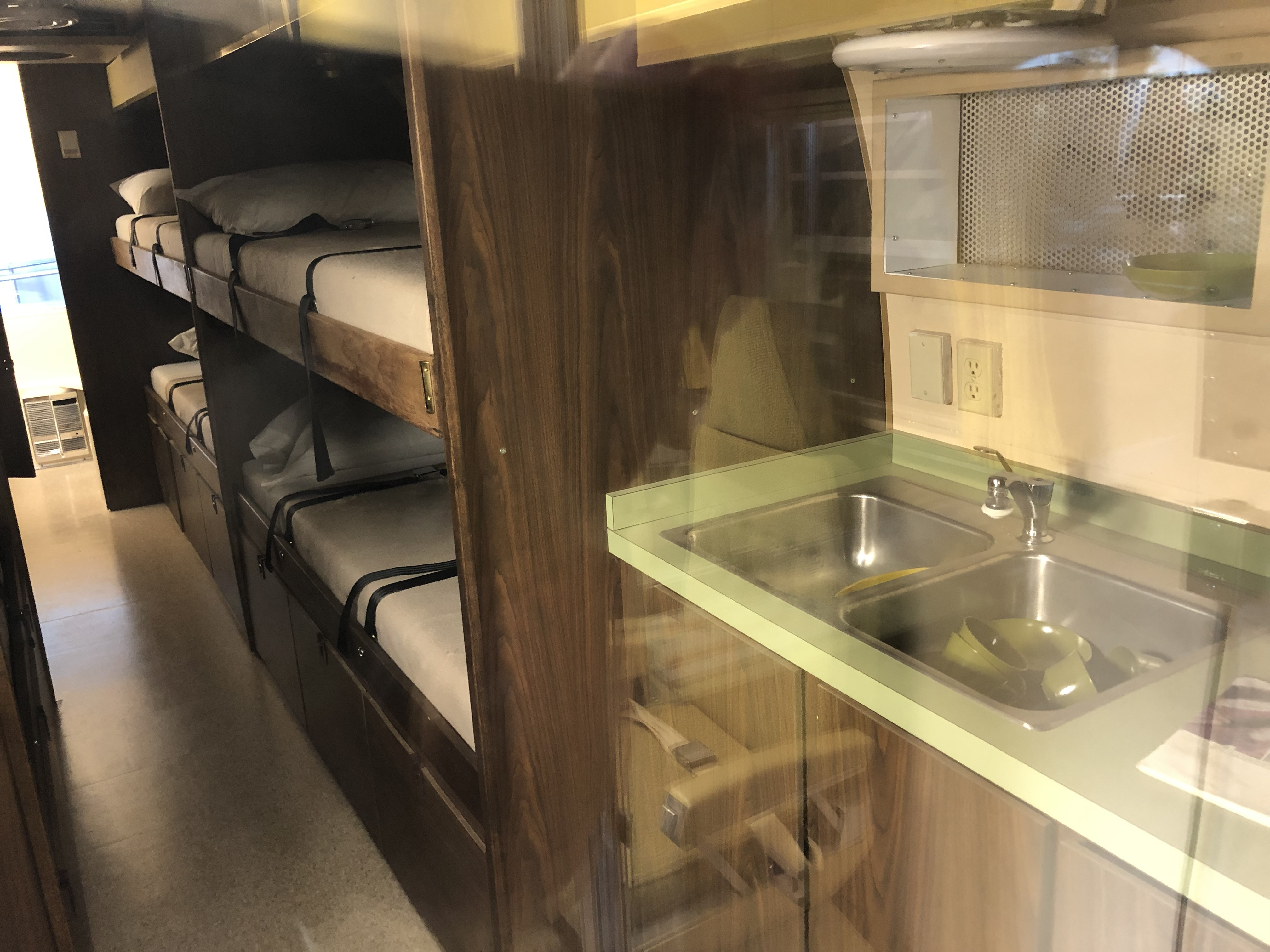
Pia de instalação de quarentena móvel MQF002 Apollo e área de 6 beliches.
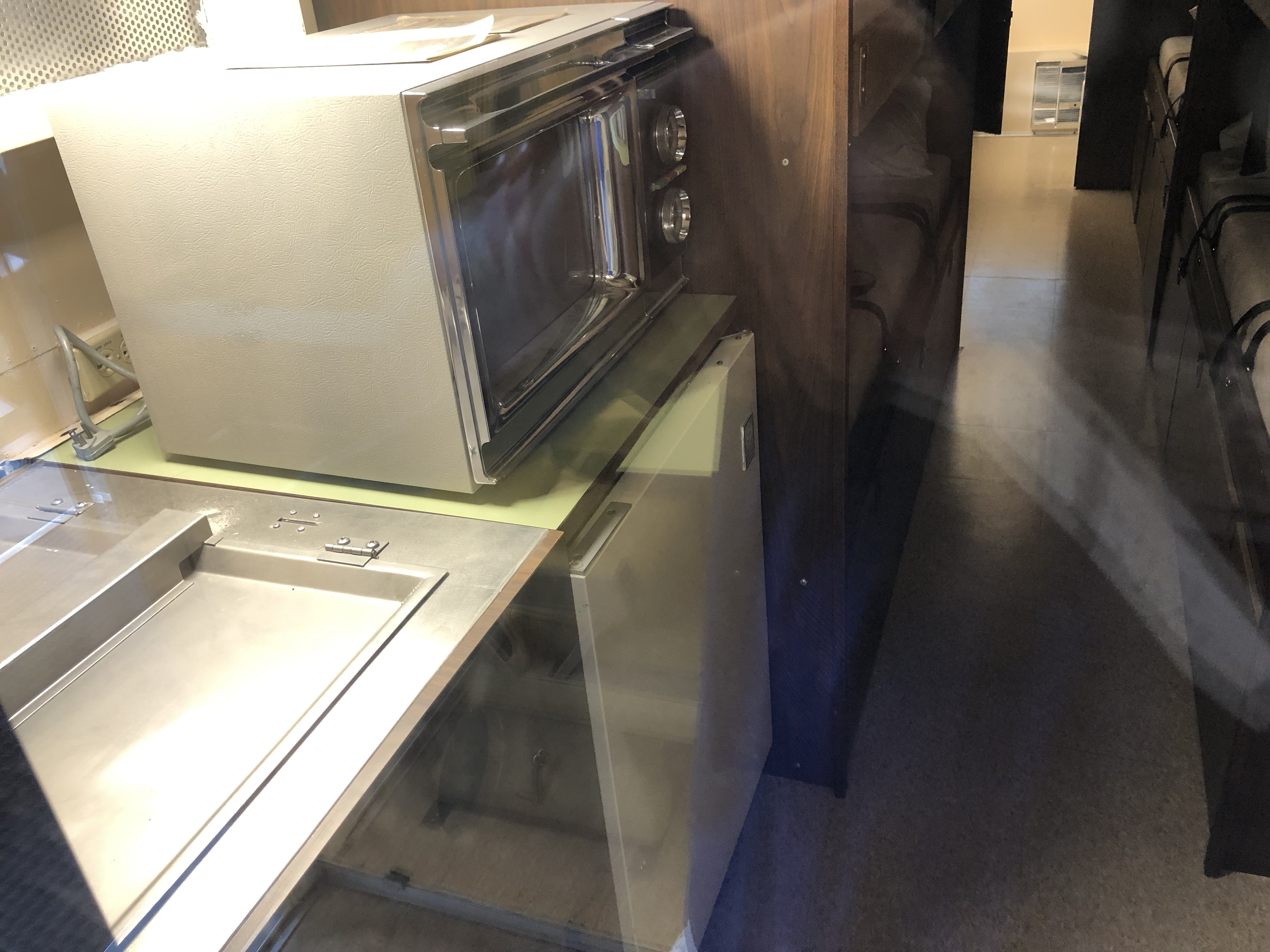
MQF002 Apollo móvel instalação de quarentena cozinha Gama de radar forno de micro-ondas Frigorífico
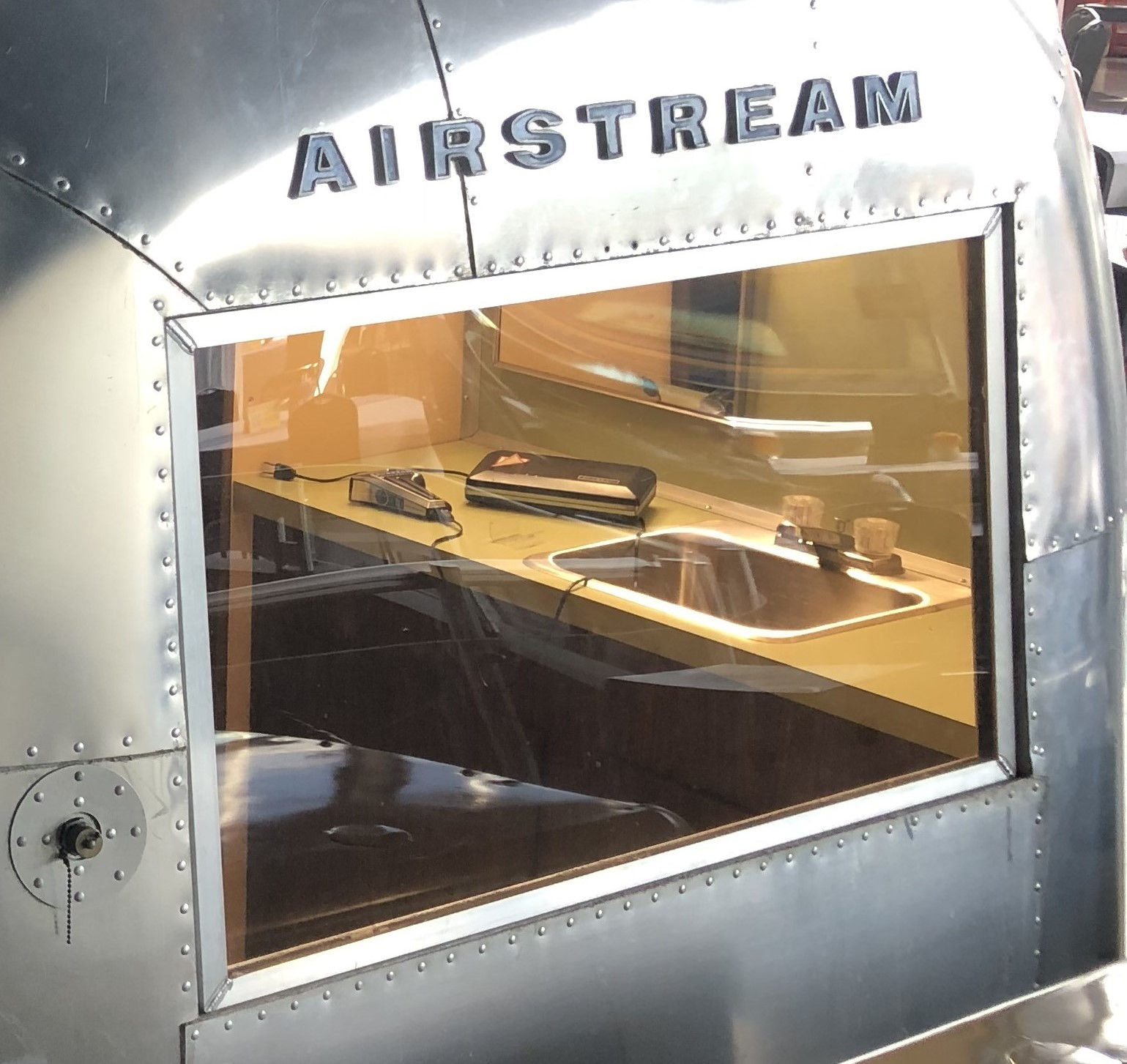
MQF002 Pia do banheiro da instalação de quarentena móvel Apollo.
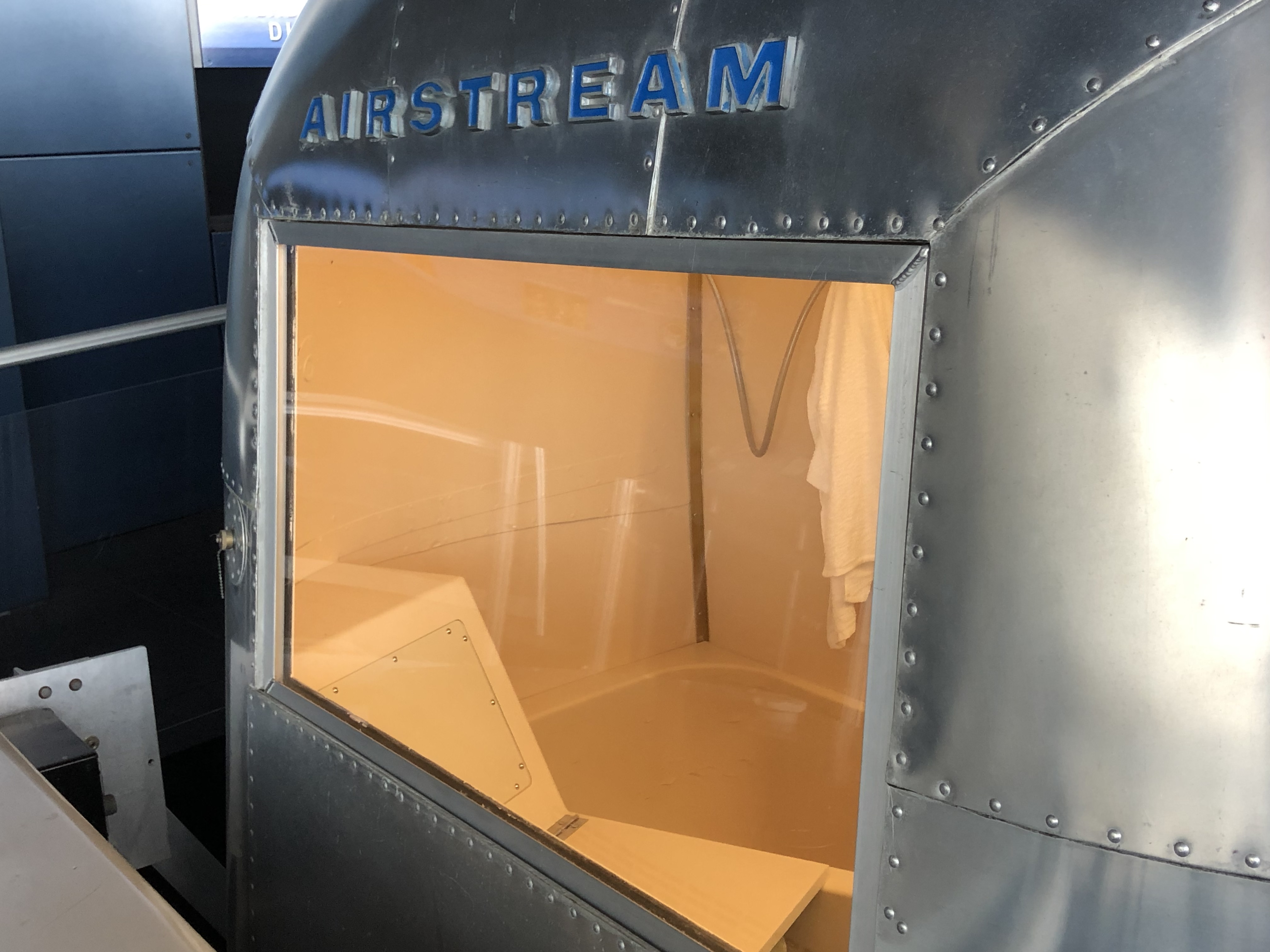
MQF002 Apollo móvel instalação de quarentena banheira e chuveiro traseiro
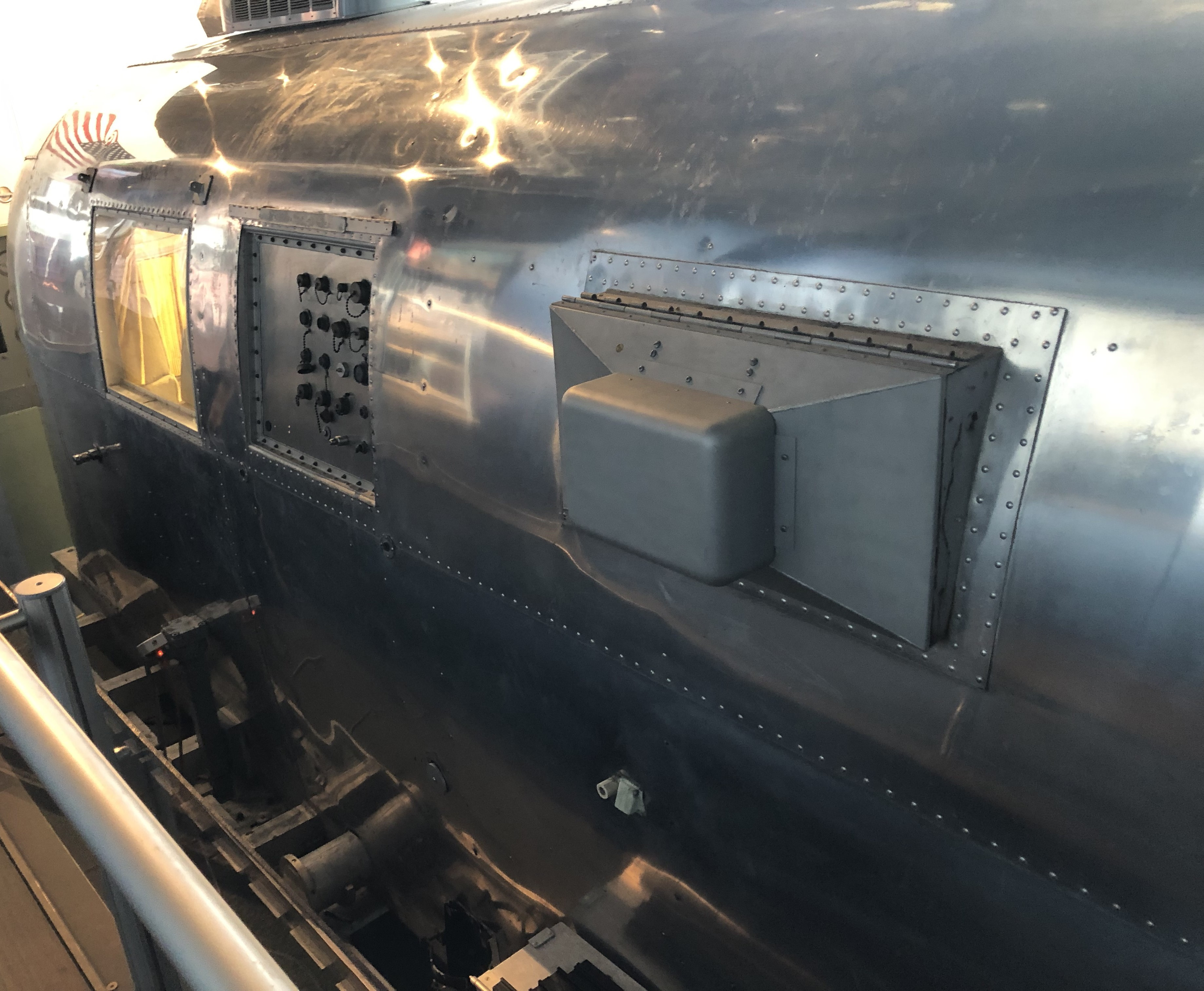
MQF002 Apollo móvel instalação de quarentena ventilação de exaustão de cozinha e conexões elétricas
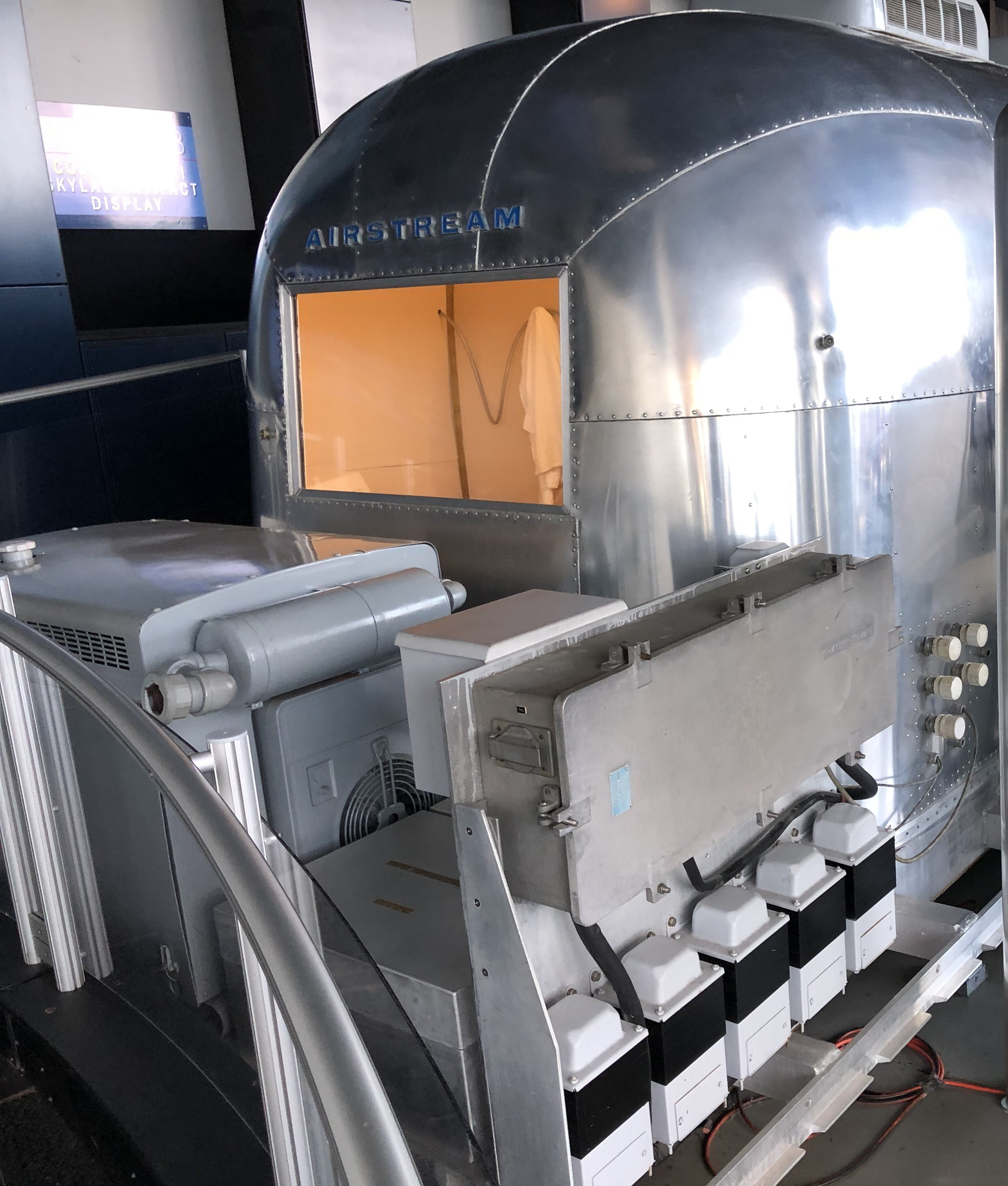
Gerador traseiro e transformadores da instalação de quarentena móvel da Apollo

Quatro MQFs foram construídos para a NASA:
| Missão   | Designação | Disposição |
| -------- | ---------- | --- |
| Apolo 11 | MQF003     | Anteriormente em exibição no US Space &amp; Rocket Center . Atualmente em exibição no Steven F. Udvar-Hazy Center do National Air and Space Museum . |
| Apolo 12 | MQF002     | Convertido para vários propósitos e encontrado perto de Marion, Alabama. Atualmente em exibição no US Space &amp; Rocket Center .                    |
| Apolo 13 | MQF001     | Não usado pela tripulação porque não pousou na Lua. Por algum tempo, o USDA usou. Sua disposição atual é desconhecida.                               |
| Apolo 14 | MQF004     | Em exibição no USS <i id="mwkA">Hornet'' Museum em Alameda, Califórnia.                                                                              |

A exigência de quarentena foi eliminada após a Apollo 14, uma vez que foi provado que a Lua era estéril e que as instalações eram, portanto, desnecessárias.